# Olecko
Olecko é um município da Polônia, na voivodia da Vármia-Masúria e no condado de Olecko. Estende-se por uma área de 11,62 km², com 16 464 habitantes, segundo os censos de 2016, com uma densidade de 1426,7 hab/km².